# 長尾弘
長尾 弘（ながお ひろむ、1931年〈昭和6年〉7月25日 – 2007年〈平成19年〉10月25日）は、日本の施術家、講演者、書家である。約30年にわたり、国内外で無償の講演と施術活動を続けたとされる。

## 略歴
1931年、大阪府南河内地方にて8人兄弟の5番目・次男として生まれる。1948年、17歳の時に兄弟の学費を支えるため、船員として4年間勤務する傍ら瞑想・精神集中の修行を始める。
1957年、織物業を創業。青年指導員としての奉仕活動や福祉施設への毛布寄付を行っていた頃から、癒しの現象が周囲で報告され始めた。
1970年、自宅に「浄心庵」を構え、本格的に癒しの活動を開始。1974年に高橋信次と出会い、仏陀やイエス・キリストの教えを学び、「正法を実践する」ことを誓う。同年11月から講演活動を始め、1975年以降は大阪近郊から国内外に広がり、通算約5,000回の講演を行った。
高橋信次没後、深谷での無食・無水修行を行い、1978年からは鍼灸専門学校に通い始め、浄心庵では夜間に無料で「反省の修行（禅定）」を指導。1988年まで毎晩継続され、その後も月例で2007年まで続けられた。また書法は亀田秋陽に師事し、禅定と書道は生涯の習慣であった。
1982年、整体資格取得とともに織物業を閉業し、以後は週5日を浄心庵での癒し、週末は奉仕活動に当てる生活を送った。1984年以降は中国地方、東京、沖縄へも講演を広げ、1988年の東京講演以降、全国的に依頼が殺到した。同年、高橋信次のご姉妹の縁により実現し、長尾はその折、お母様への癒しも行ったとされる。病床から歩き出す回復の様子が報じられた。雑誌『道』の無料配布および「心行」全24巻の朗読・解説も開始された。
1989年にドイツでの海外講演を開始。1990年、イタリア・ミラノ市より名誉市民章とナイト像を受章。講演中には「イエスの顔に変貌した」とされる現象の証言もある。1995年からは富士宮にて「3泊4日の反省研修会」を開催。1997年には、インド・ゴーラクプルにおいて多くの人々に対して無償の愛による癒しが行われ、参加者の間で「奇跡の二日間」として語り継がれている 。また、現地の新聞記者によっても報道され た。
2000年以降は書道指導も無償で実施。2002年には日展での入選を果たし、2003年には『心身の神癒』全133巻の講話解説を完結させた。

## 晩年と死去
2006年、教えを後世に残すため、本人の意志により「蓮（REN）」が講演音源の編集・CD販売を開始。2007年には浄心庵で月例「原点に戻るお話し会」を開始し、7月には喜寿記念の書展も開かれた。2007年10月、 76歳で死去。生涯にわたり、長尾は無償奉仕を貫き、講演会での癒しに対して一切の謝礼を受け取らず、浄心庵に設置された感謝箱の収益も、福祉施設などへ寄付された。
本人は生前、謙虚を旨とし、自らの行いを語ることを避けていたため、寄付の総額が1億円を大きく超えていたことは、死後に明らかとなった。 

## 活動理念
長尾は「組織を作らず、霊的現象に囚われず、何物も求めず、愛を実践する」を信条とし、イエス・キリストや釈迦の教えを生涯実践した。また、人々の健康と幸福を願い、宗派の枠にとらわれない普遍的な真理を伝え続けた。講演では、実生活での実践、神と自然、愛と慈悲、宗教と真理、健康、人生の目的、魂の世界と段階について体験をもとに語った。訪問国は22カ国、通算74回以上の海外講演を行い、国内外で注目された。
活動中には、多くの人々による病気の回復報告や特別体験の証言があり、記録によればイスラエルでのマリア像の涙やインド・ブッダ涅槃堂での金箔の現象などの超常的な出来事が報告されている。

## 著書
- 『愚か者の独り言 講演集（一）』柳原出版
- 『愚か者の独り言 講演集（二）』柳原出版
- 『愚か者の独り言 講演集（三）』柳原出版
- 『心行の解説 講演集（上）』柳原出版
- 『心行の解説 講演集（下）』柳原出版
- 『長尾弘先生の記録――喜寿を記念して』柳原出版
- 『思いの中に生きる』文芸社
- 『長尾弘先生歌集——愛——』コクダイ印刷
- 『真理を求める――愚か者の独り言』たま書房
- 『長尾弘先生法話集』蓮REN

## 蓮（REN）による講演録配信
蓮（REN）は、2006年より長尾弘の講話を収録・編集・管理・販売する公式組織であり、生前の指示に基づき映像、講演音源のCD化を継続している。公式サイトである。

## 賞誉
- 1990年：イタリア・ミラノ市名誉市民章・ナイト像
- 1992年：ロンドン世界ヒーラー大会・世界チャンピオン
- 1994年：インド大統領公式招待、マザー・テレサによる招待
- 1999年：ブラジル・サンパウロ市 最高文化功労十字章およびダイヤ入り王冠章
- 2002年：日展書道部門入選
- 2004年：モンゴル大統領公式招待
- 2005年：日本書道展最優秀奨励賞、書道研究墨技会名誉会長
- 平成2年〜平成19年：紺綬褒章を計20回受章
- 平成16年以降：天皇陛下より表彰、日本国天皇の御璽拝受
- 昭和50年〜平成17年：全国社会福祉協議会 感謝状20数通受領

## 弟子と後継者
弟子の有無について問われると、長尾は「いない」と明言していた。晩年、自身の生き方は厳しく困難なものであり、「この苦しみと大変さを誰かに託すことはできない」と語っていた。
2006年、インド・クシナガラ（釈迦涅槃の地）を訪れた際には、仏陀の最後の教えである「法に帰依し、自らに帰依せよ。他を頼ることなかれ（法帰依・自帰依）」を引用し、自立と実践の重要性を強調した。また、「誰もが幸せになれるように」との願いから、生前の講話音源と教えの継承を目的として、「蓮（REN）」に講話の記録・管理を託した。
また、師と仰いだ高橋信次の言葉「遠くにありて近き弟子」という教えを大切にしており、「私の近くにいなくても、私の教えを実践してくれる方が、真の弟子です」と述べていた。
長尾は、生涯を通じて「縁ある人々が健康で安らぎに満ちた幸せな人生を送ること」だけを願い、無償の癒しと奉仕に尽くした。